# Masahiko Ozu
Masahiko Ozu (jap. 小津 昌彦, Ozu Masahiko; * 5. April 1941 in Matsuyama) ist ein japanischer Jazzmusiker (Schlagzeug, Perkussion).
Masahiko Ozu arbeitete ab den frühen 1970er-Jahren in der japanischen Jazz- und Fusionszene mit Masaru Imada, dessen Trio und Quartett er angehörte. Daneben spielte er mit Masahiko Satō, in dessen Trio er 1971 mit Attila Zoller auf den Berliner Jazztagen gastierte; anschließend entstand das gemeinsame Album A Path through Haze (MPS). Mit Shoji Nagashiba legte er 1972 auf dem Label Canyon mit Double Drum (ダブル・ドラム) ein gemeinsames Album im Jazz-Funk-Idiom vor; die Arrangements lieferte Koji Makaino.
Ab Mitte der 1970er-Jahre arbeitete Ozu u. a. mit Ann Burton (By Myself Alone), Kazuo Yashiro, Yuzuru Sera und mit Akira Miyazawa (Sea Horse, 1989). Außerdem leitete er die Masahiko Ozu Group. Nach der Produktion Midare (1982, mit dem Vibraphonisten Michiko Takahashi) nahm er 1983 unter eigenem Namen das Album Dolphin Dance auf, an dem Nobuo Kato, Kenji Nishiyama, Shuichi Enomoto, Toru Tsuzuki und Hideo Kawahara mitwirkten. Im Bereich des Jazz listet ihn Tom Lord zwischen 1970 und 1995 bei 14 Aufnahmesessions, zuletzt mit Shūji Atsuta (Ghost of a Chance). Als Musiker hatte er einen Auftritt in dem Film Saraba Moskwa Gurentai (Goodbye Moscow, Hooligans, Regie Toshio Takashima).

## Diskographische Hinweise
- Michiko Takahashi & Ichiro Masuda, Masahiko Ozu Group: Midare (LOB, 1982)